# Zionsville
Zionsville – miasto w Stanach Zjednoczonych, w stanie Indiana, w hrabstwie Boone.

## Demografia
W roku 2010 miasto zamieszkiwało 14 160 osób, a gęstość zaludnienia wynosiła 530,7 osoby/km². W roku 2023 liczba mieszkańców wzrosła do 32 534 osób, a gęstość zaludnienia przekroczyła 1219 osób/km². Na przestrzeni zaledwie 13 lat zaludnienie Zionsville zwiększyło się prawie 2,3-krotnie.